# سفر دراز روز در شب (فیلم ۱۹۸۷)
سفر دراز روز در شب  (به انگلیسی: Long Day's Journey into Night) یک فیلم درام تلویزیونی به کارگردانی جاناتان میلر، محصول سال ۱۹۸۷ است.